# خوسيه أنطونيو رودريغيز فيغا
خوسيه أنطونيو رودريغيز فيغا (بالإسبانية: José Antonio Rodríguez Vega) هو قاتل متسلسل إسباني، ولد في 3 ديسمبر 1957 في سانتاندير في إسبانيا، وتوفي في 24 أكتوبر 2002 في Topas, Salamanca ‏ في إسبانيا بسبب جرح طعني.